# District de Tehri Garhwal
Le district de Tehri Garhwal est un district indien situé dans l’État de l'Uttarakhand. En 2001, sa population était de 604 747 habitants.

## Traduction
- (en) Cet article est partiellement ou en totalité issu de l’article de Wikipédia en anglais intitulé « Tehri Garhwal district » (voir la liste des auteurs).